# Cyclophora biobsoleta
Cyclophora biobsoleta là một loài bướm đêm trong họ Geometridae.